# BOYS WILL BE BOYS
『BOYS WILL BE BOYS』（ボーイズ・ウィル・ビー・ボーイズ）は、1983年11月18日にアポロン音楽工業から発売された高橋幸宏のライブ・ビデオである。

## 解説
1983年に行われた高橋のライブ・ツアー「YUKIHIRO TOUR1983」から8月13日の箱根自然公園と8月20日の渋谷公会堂（一部リハーサルを含む）での公演を収録。
2006年7月26日にソニー・ミュージックダイレクトよりDVDが発売。高橋、ツアーメンバーの鈴木慶一・立花ハジメによる解説が副音声で収録されている。

## 曲目
- ※印は箱根自然公園での映像。

1. RIPPLE
作曲 : 高橋幸宏
2. MY BRIGHT TOMORROW
作詞 : 高橋幸宏・ピーター・バラカン 作曲 : 高橋幸宏
3. KAGEROU ※
作詞・作曲 : 高橋幸宏
4. MAEBURE
作詞・作曲 : 高橋幸宏
5. ARK DIAMANT
作詞・作曲 : 鈴木慶一
6. SAYONARA ※
作詞・作曲 : 高橋幸宏
7. FLASHBACK ※
作詞 : 高橋幸宏 作曲 : 坂本龍一
8. THE REAL YOU
作詞・作曲 : 高橋幸宏
9. ARE YOU RECEIVING ME ?
作詞 : 高橋幸宏・ピーター・バラカン 作曲 : 高橋幸宏
10. IT'S ALL TOO MUCH
作詞・作曲 : ジョージ・ハリスン
11. IT'S GONNA WORK OUT
作詞 : 高橋幸宏・ピーター・バラカン 作曲 : 高橋幸宏
12. CUE
作詞 : 高橋幸宏・細野晴臣・ピーター・バラカン 作曲 : 高橋幸宏・細野晴臣
13. THE APRIL FOOLS
作詞 : ハル・デヴィッド 作曲 : バート・バカラック